# AFI Cotroceni
AFI Cotroceni este un centru comercial din București care a fost inaugurat la 29 octombrie 2009, fiind în prezent cel mai mare mall din România.
Investiția în proiect s-a ridicat la 300 milioane euro, cea mai mare de acest gen din România.
Centrul comercial este deținut de compania AFI Europe, parte a grupului Africa Israel,
și a fost construit pe fosta platformă a UMEB.
Inițial AFI Cotroceni avea o suprafață închiriabilă de aproximativ 76.000 metri pătrați
și cuprinde 300 de magazine, 2.500 de locuri de parcare, un hypermarket Auchan, 20 de săli de cinema, primul cinematograf IMAX din România (3D), restaurante, o pistă de carting, două cazinouri, un patinoar de aproximativ 1.000 de metri pătrați, un perete de escaladă, un lac artificial, un teren de joacă pentru copii, o pistă de role, bowling și snooker.
La finalul anului 2017 AFI Cotroceni a ajuns la o suprafață închiriabilă de 90.000 metri după mai multe extinderi.
Este situat în partea de vest a orașului, în sectorul 6, între centrul orașului și cele mai mari cartiere din București, Militari și Drumul Taberei.
Proiectul a fost construit în locul fostei fabrici UMEB, din București, care a fost parțial demolată.

## Galerie

### Interiorul

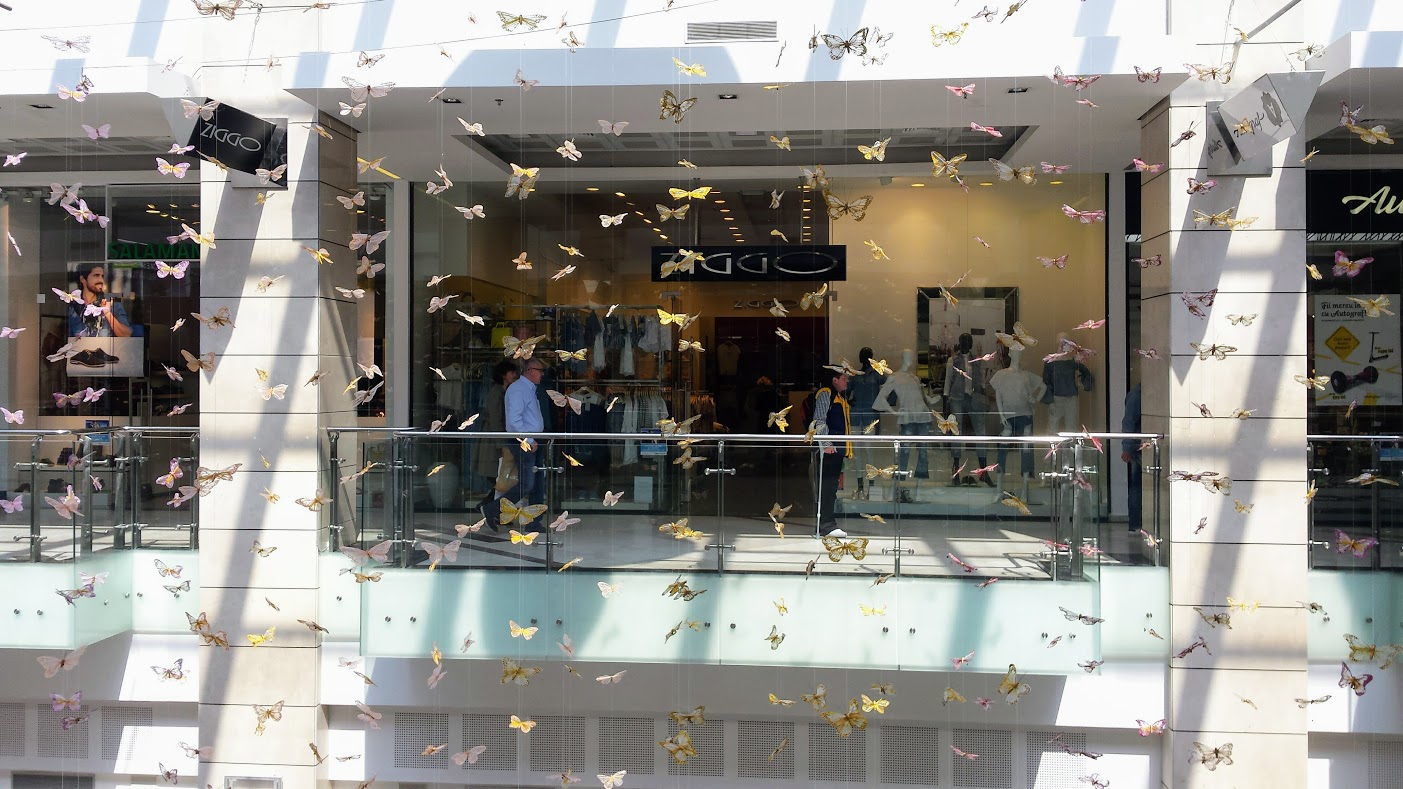
AFI Cotroceni în timpul primăverii anului 2017
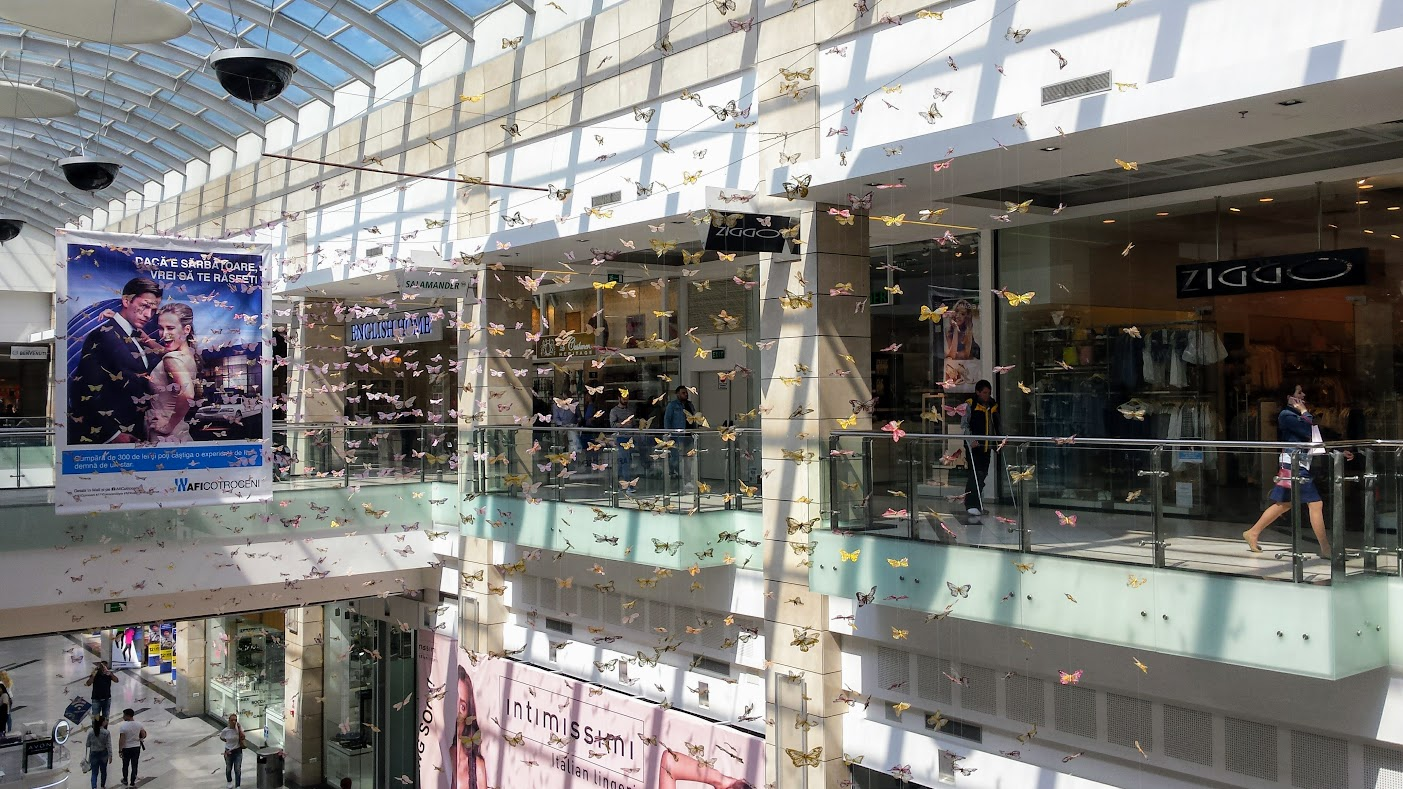
AFI Cotroceni în timpul primăverii anului 2017
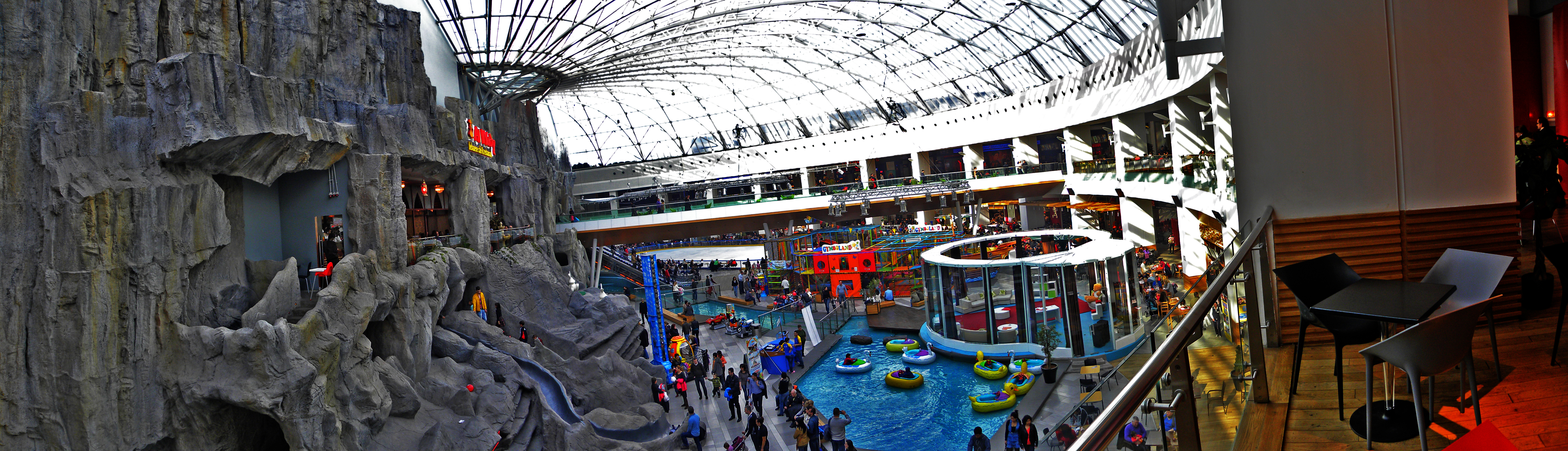
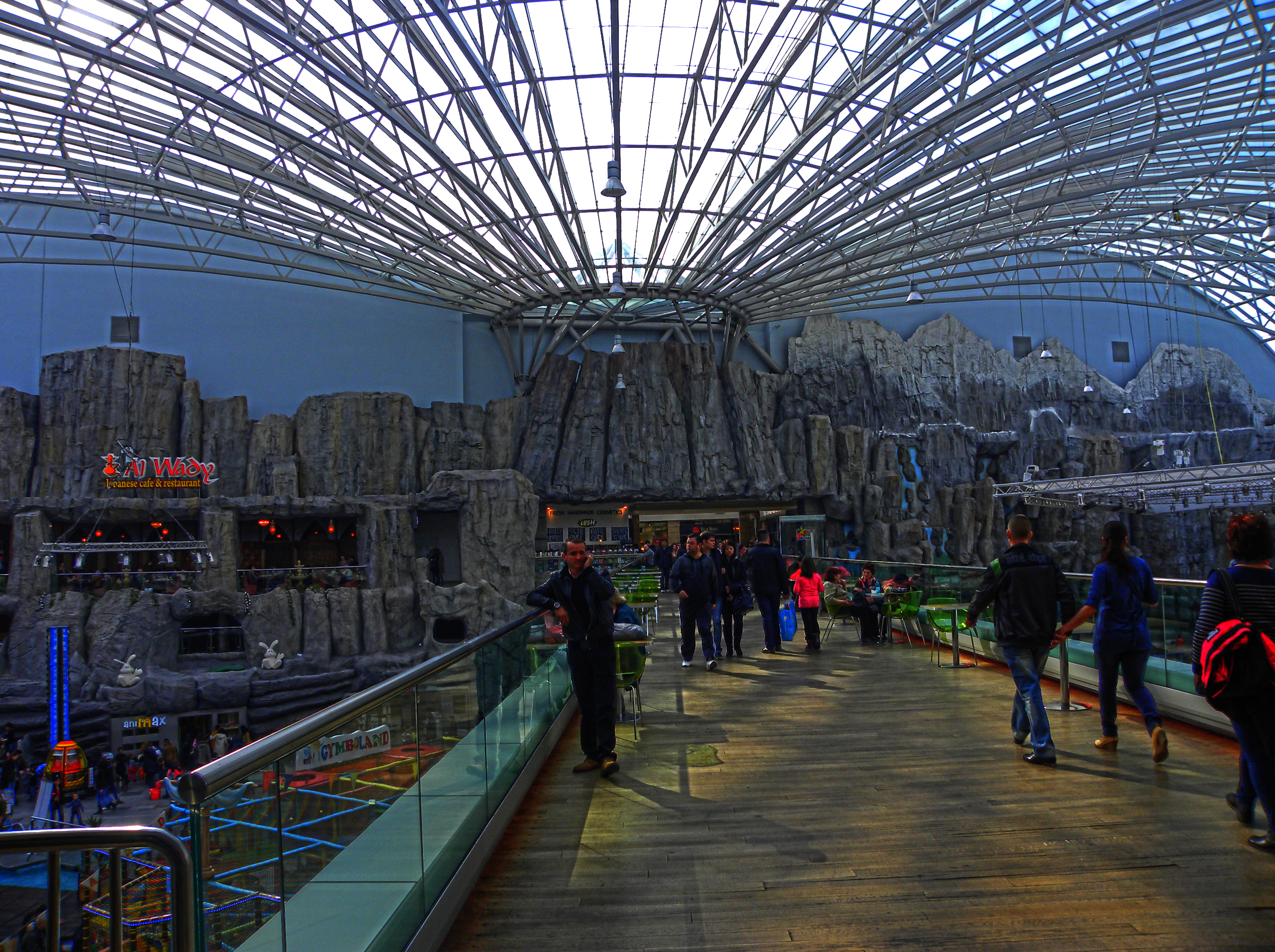
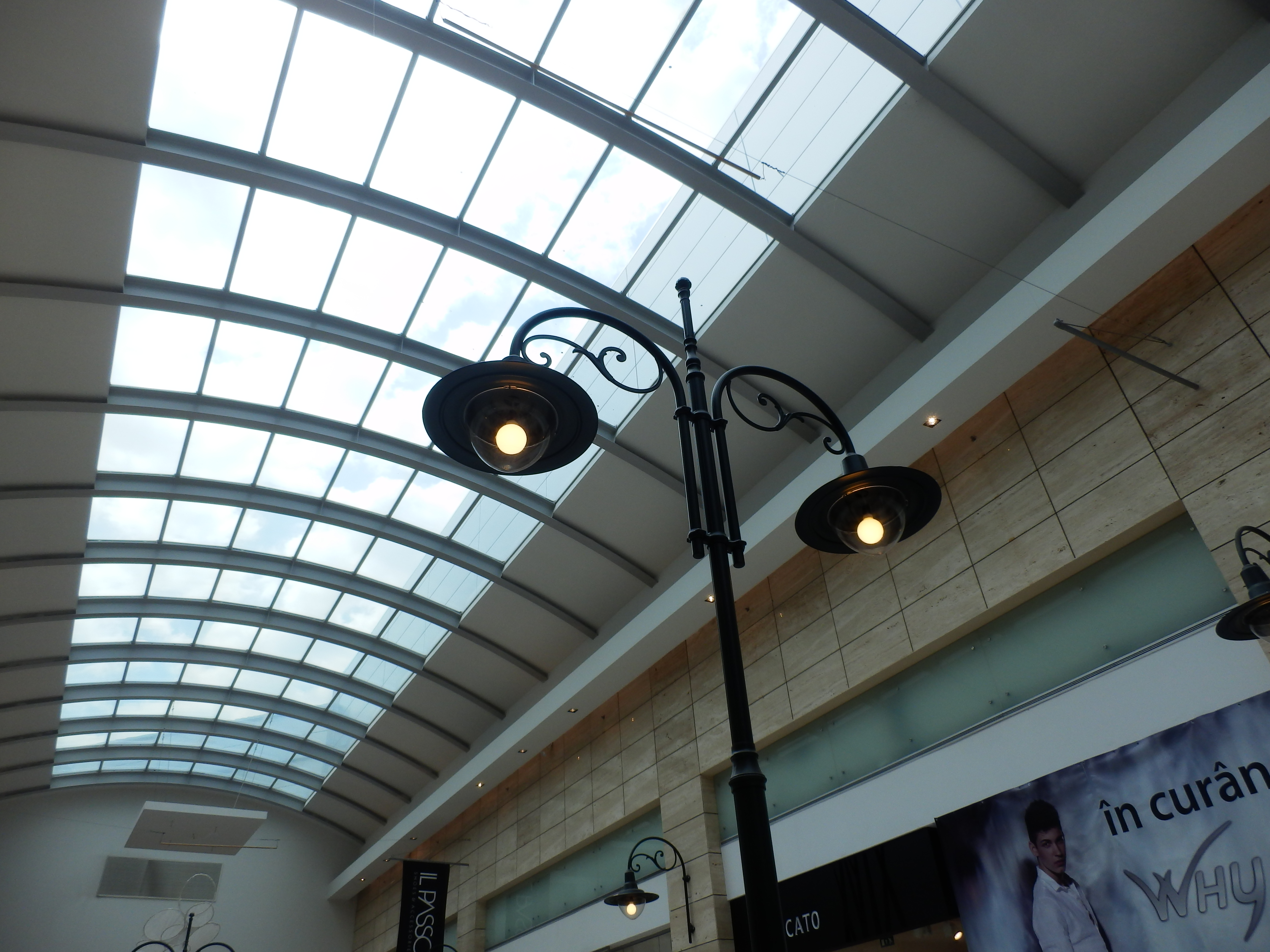
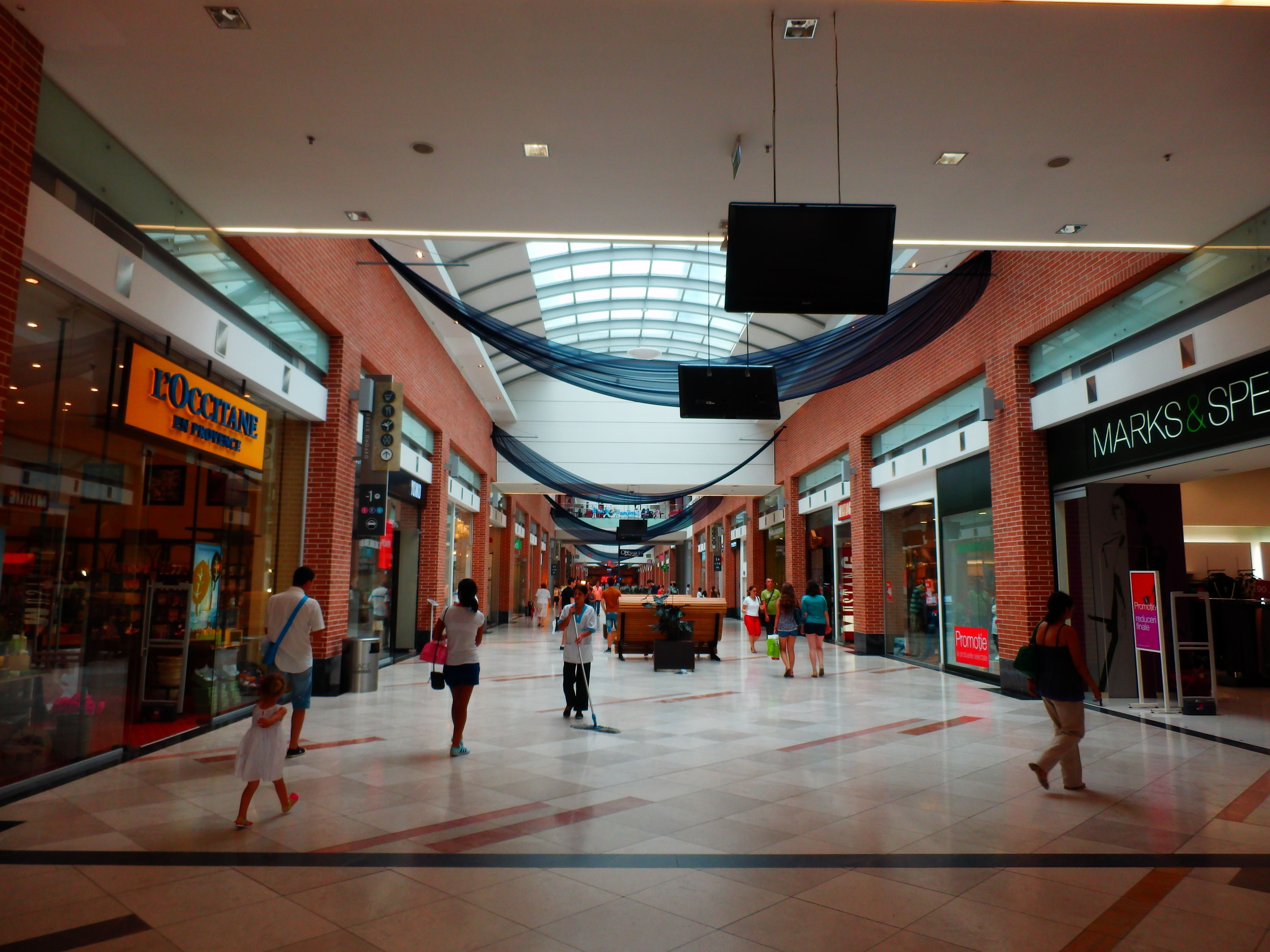
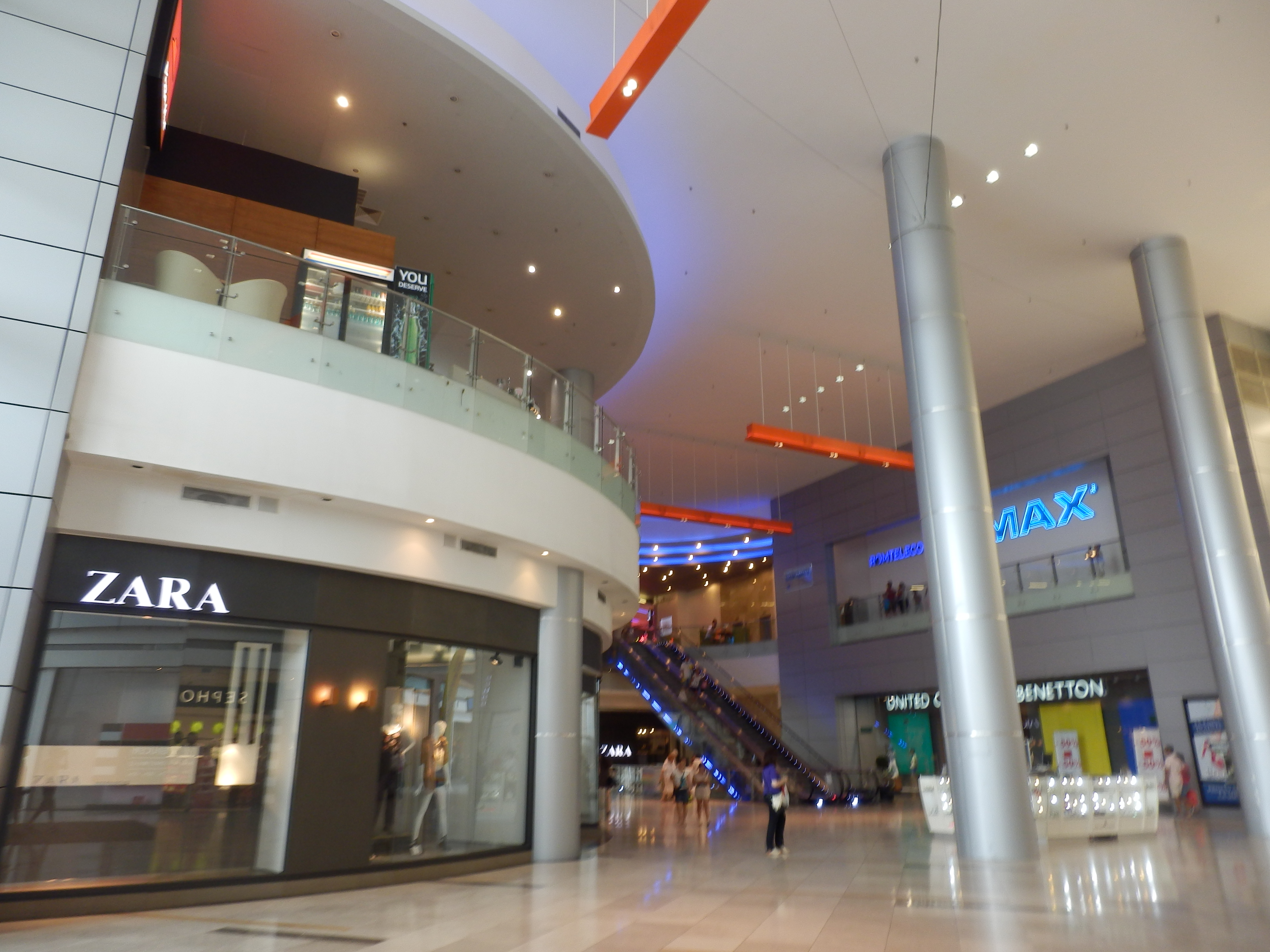
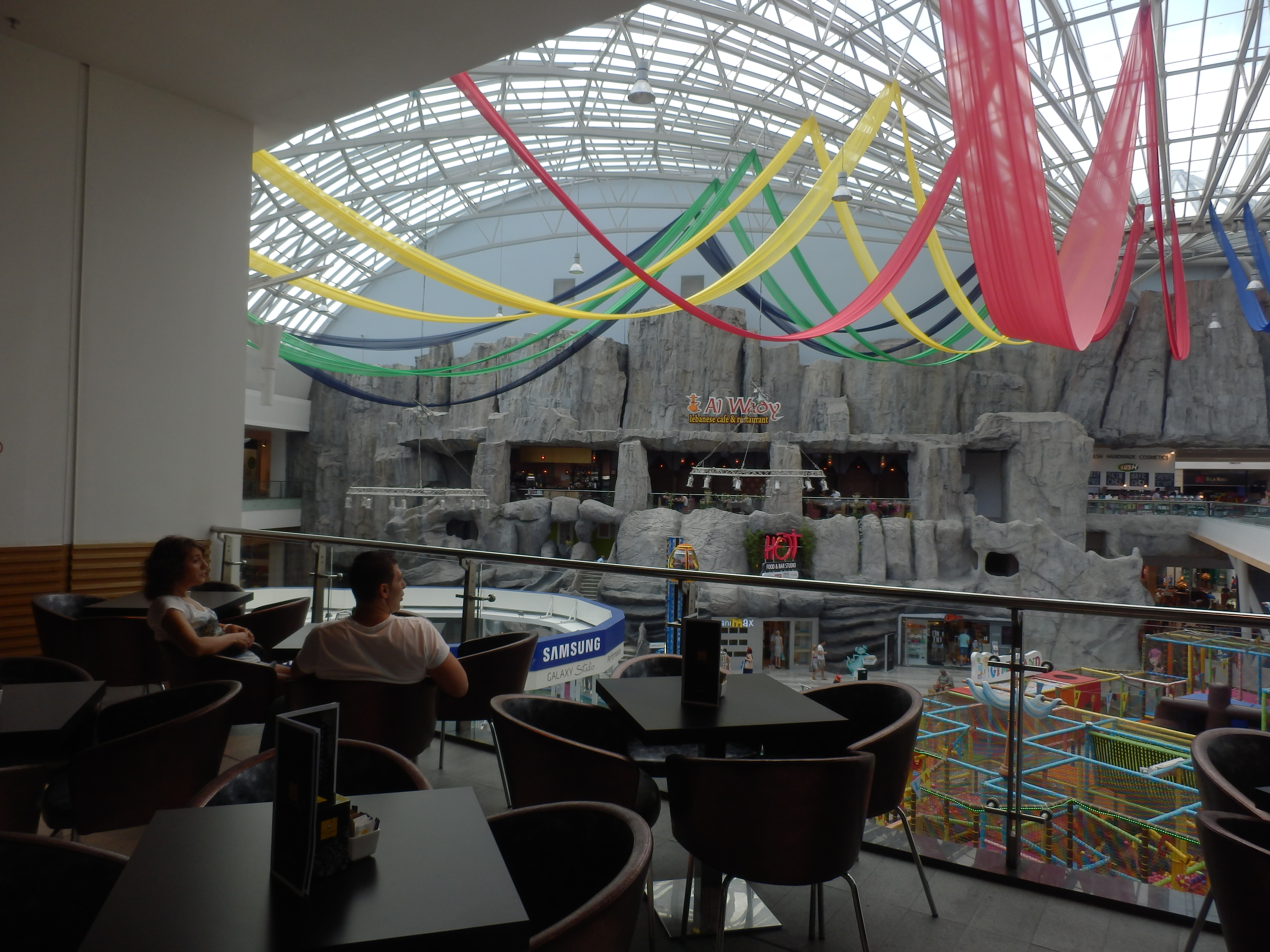
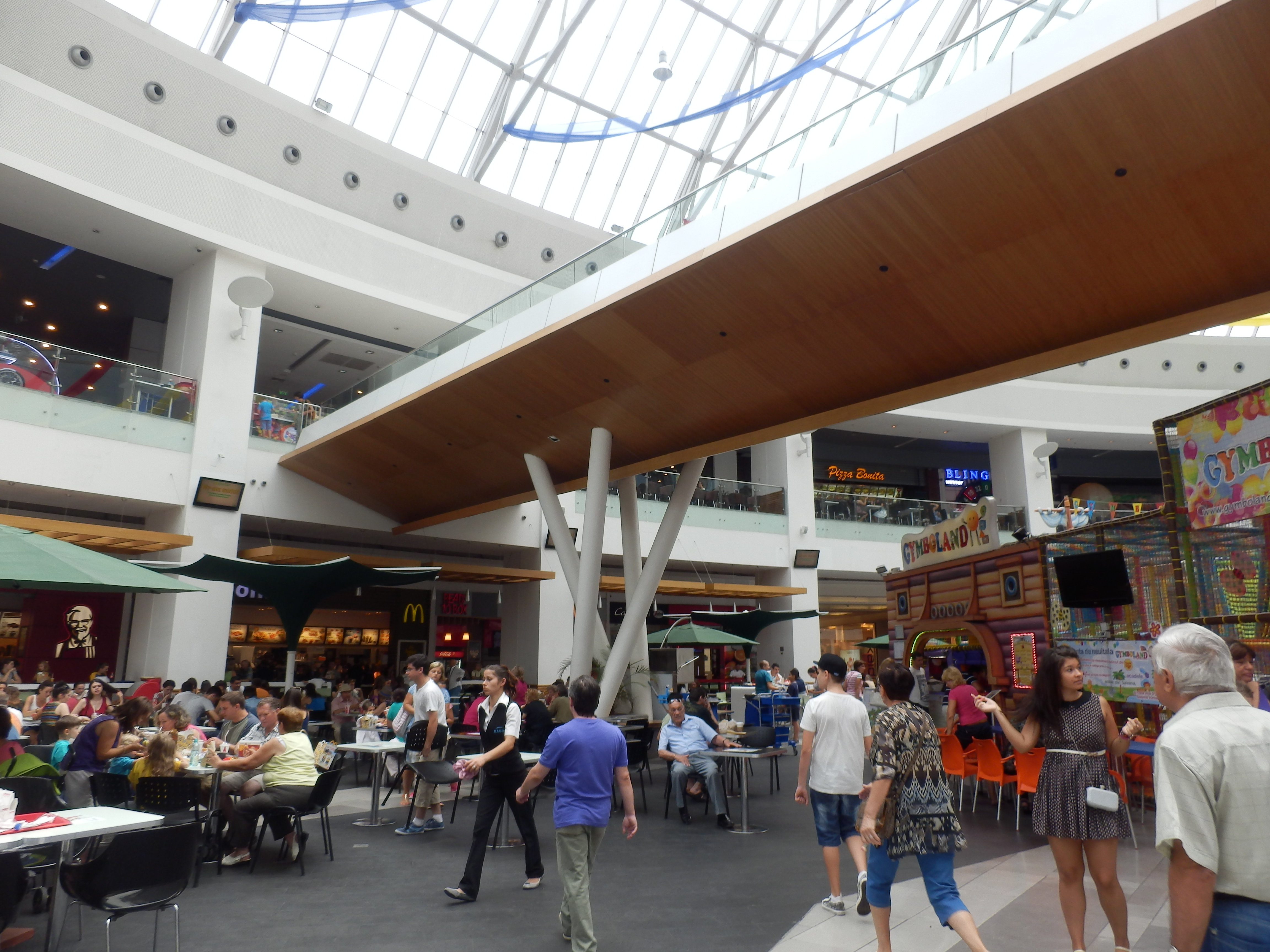
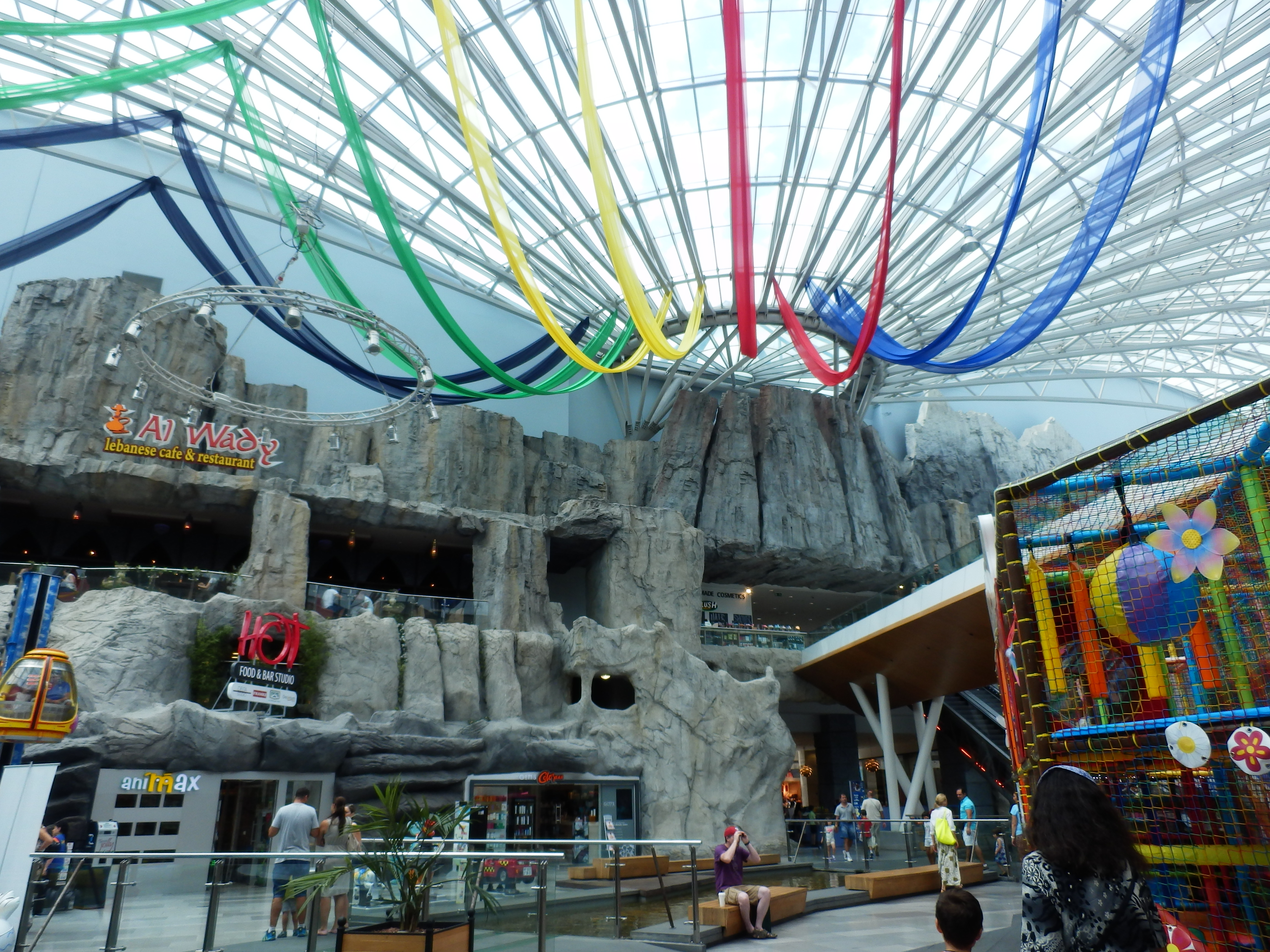
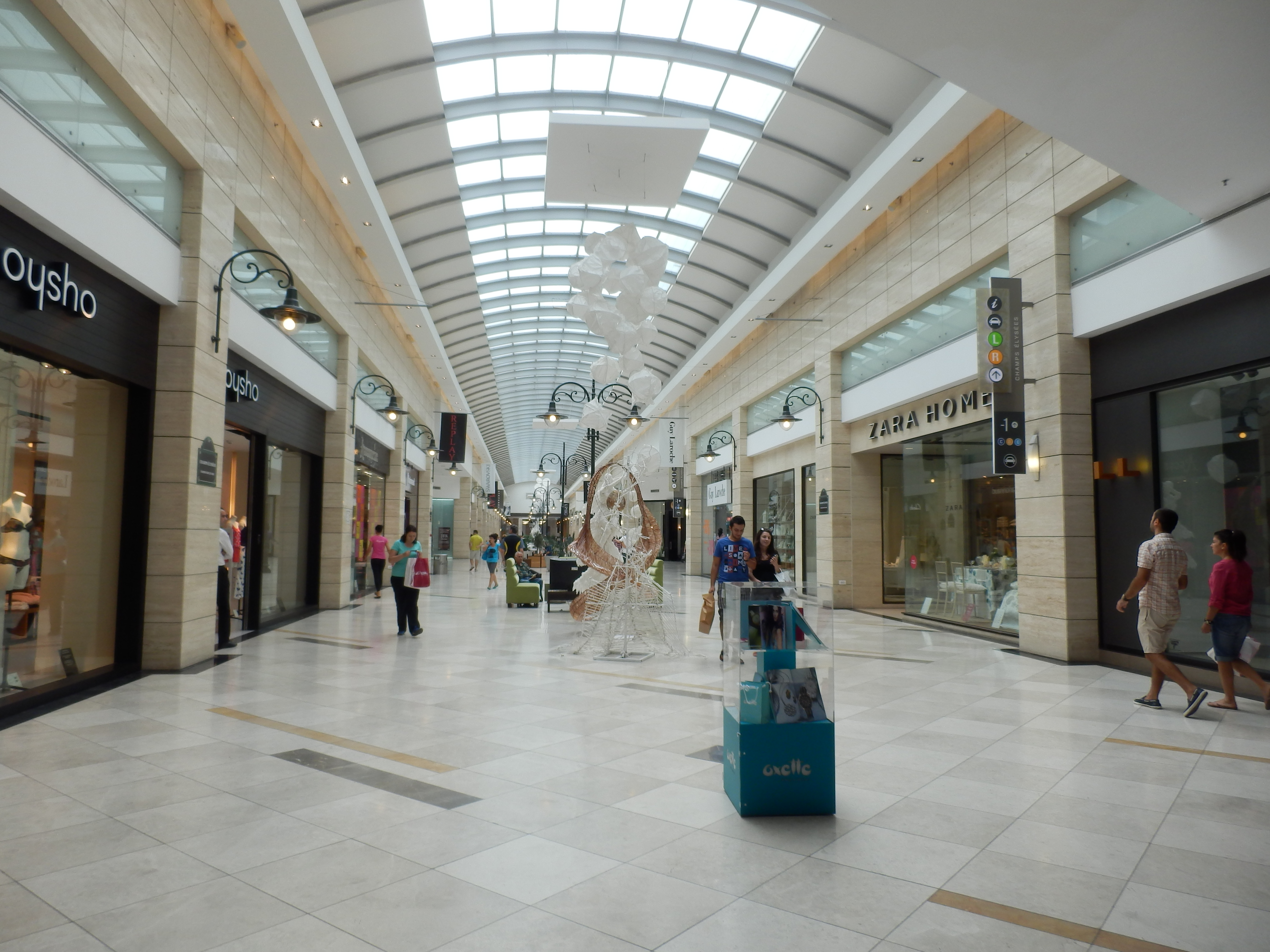

### Exteriorul

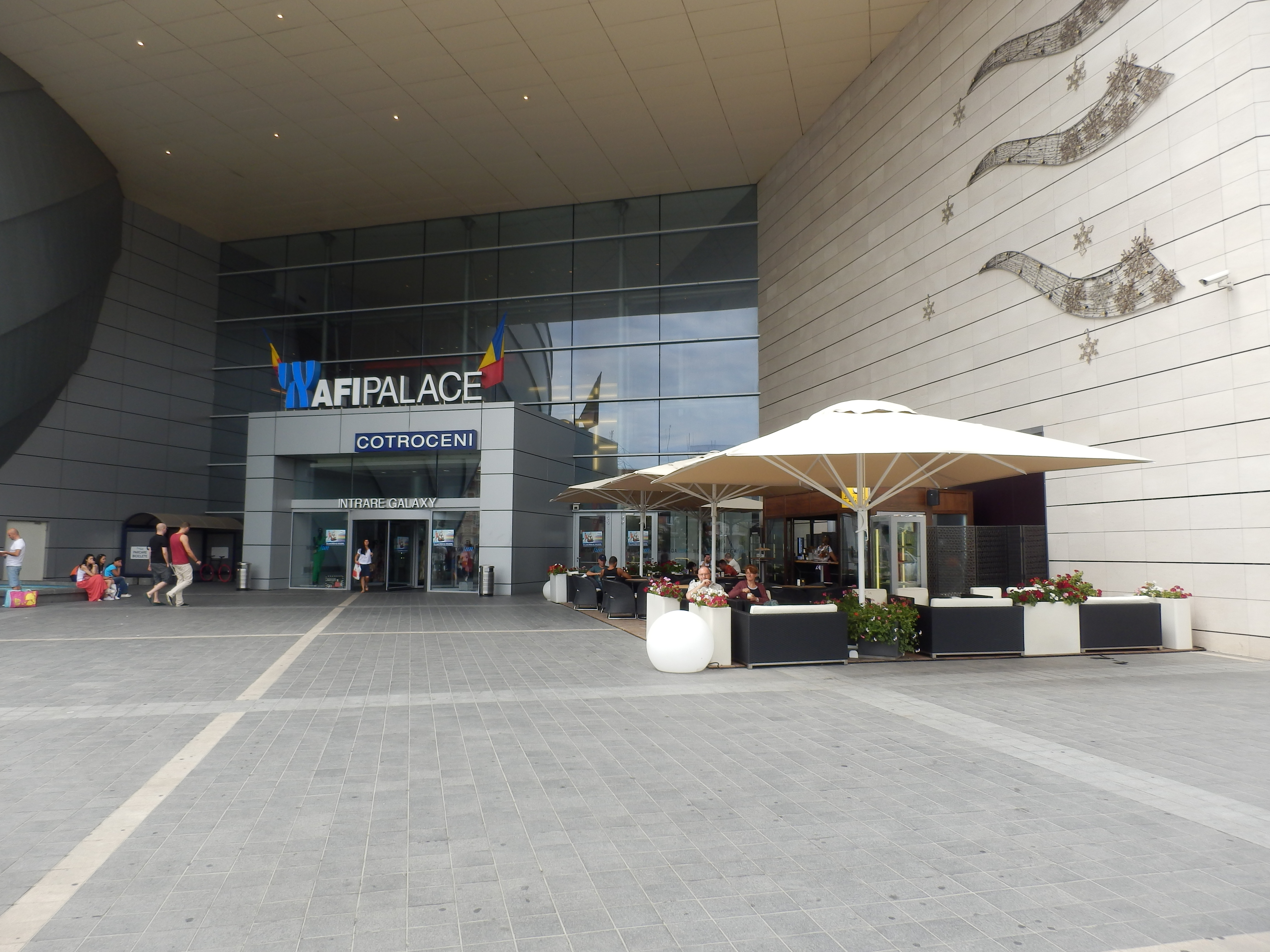
Intrarea Galaxy în AFI Cotroceni
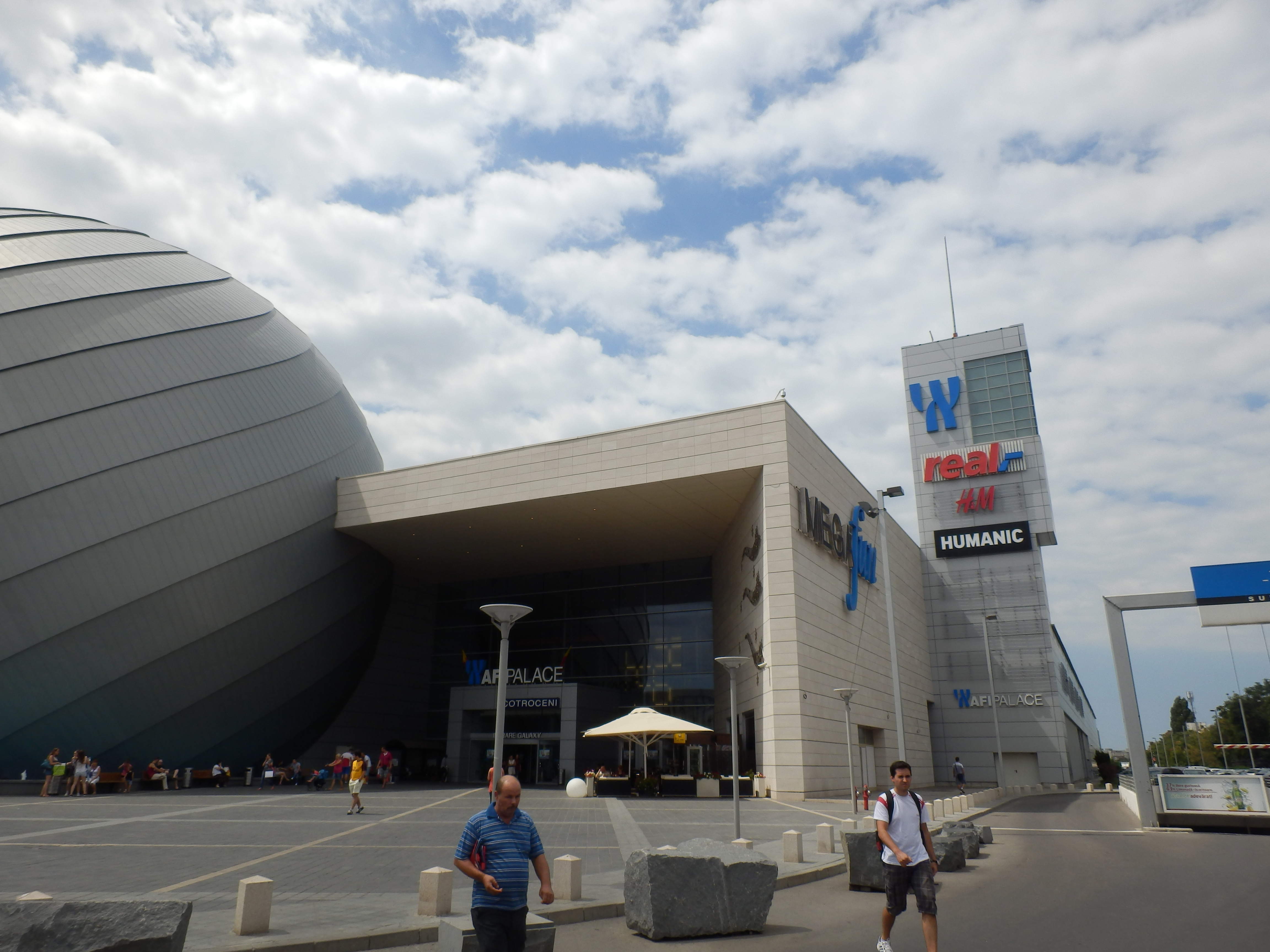
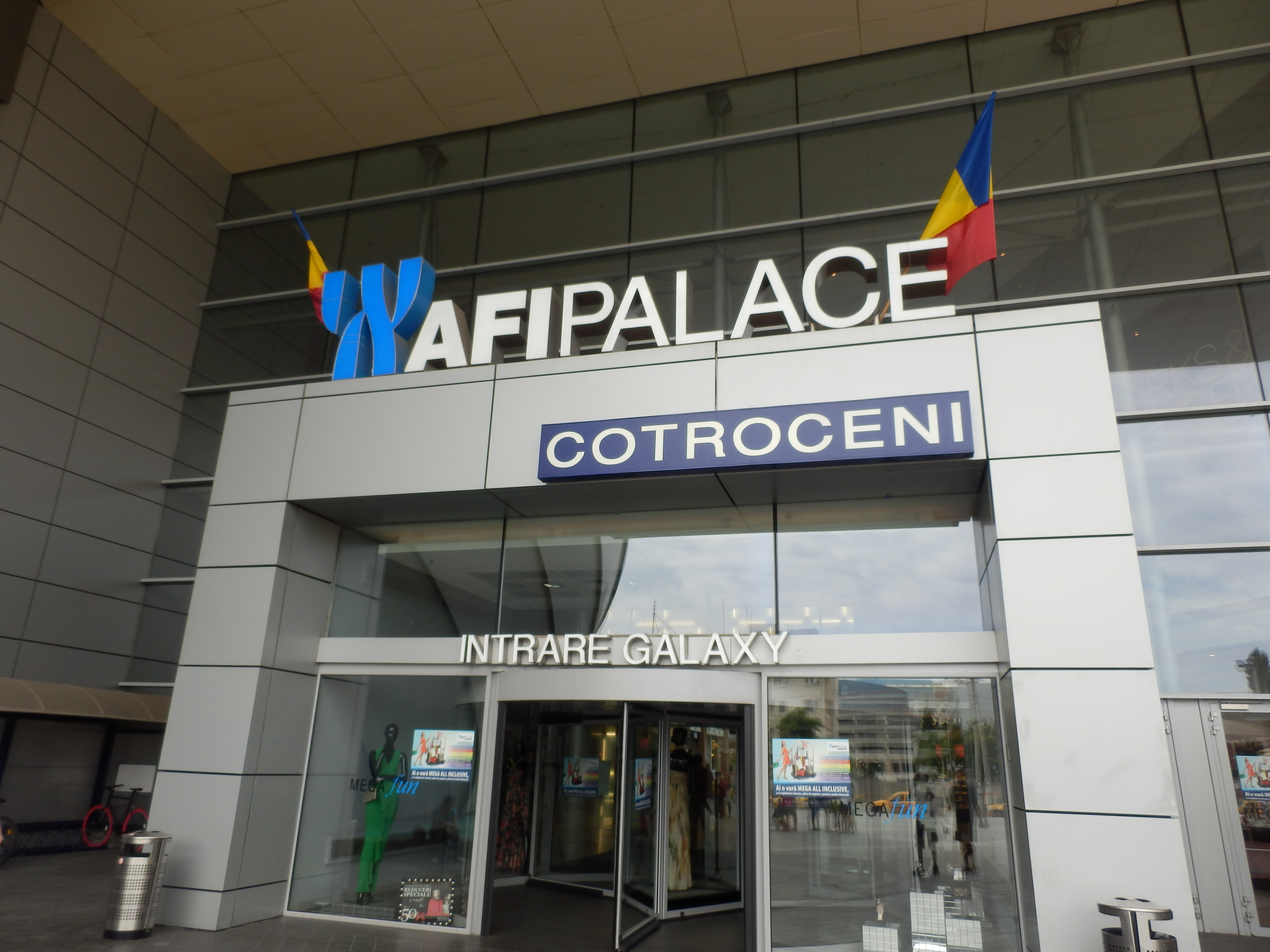
Intrarea Galaxy în AFI Cotroceni